# Castello di Roccaprebalza
Il castello di Roccaprebalza era un maniero medievale, i cui resti sorgono su uno spuntone di roccia ofiolitica a strapiombo sulla val Manubiola e sulla valle del rio Roccaprebalza a Roccaprebalza, piccola frazione di Berceto, in provincia di Parma.

## Storia
La fortificazione fu edificata in epoca medievale a presidio della val Manubiola per volere dei vescovi di Parma; la località, nota all'epoca come Pietrabarza, fu menzionata per la prima volta nel 1220 nell'atto di conferma dei diritti feudali all'autorità episcopale cittadina da parte dell'imperatore del Sacro Romano Impero Federico II di Svevia.
Alla base dello sperone roccioso del castello, nel tempo si sviluppò attorno al rivellino il piccolo borgo fortificato.
Nel 1355 il vescovo Ugolino de' Rossi cedette per debiti i feudi episcopali di Roccaprebalza, Corniglio, Roccaferrara e Corniana al nipote Giacomo e al pronipote Bertrando, ma l'effettiva consegna avvenne solo quindici anni dopo.
Nel 1400 il papa Bonifacio IX confermò ai fratelli Giacomo, Pietro e Giovanni de' Rossi l'investitura sul castello di Roccaprebalza, che fu assorbito nella contea di Berceto. Nel 1448 il vescovo di Parma Delfino della Pergola tentò di rientrare in possesso di Berceto, Roccaprebalza e altri castelli un tempo appartenuti alla diocesi, minacciando di scomunica Pier Maria II de' Rossi, ma alla fine fu costretto a rinunciarvi.
Nel 1464 Pier Maria II destinò nel testamento numerosi feudi appenninici, tra cui Berceto con Roccaprebalza, al figlio Bernardo, che tuttavia morì solo quattro anni dopo; con una postilla aggiunta all'atto nel 1480, il Conte assegnò i feudi al figlio legittimato Bertrando, che ne prese immediatamente possesso.
Nel 1502 Bertrando morì senza figli, lasciando i suoi beni al nipote Troilo I, che annetté i feudi ereditati alla contea di San Secondo.
Nel 1635 Troilo IV de' Rossi fu dichiarato reo di ribellione dal duca di Parma Odoardo I Farnese, che confiscò tutte le sue terre. Nel 1657 il fratello Scipione I convinse con l'aiuto del re Filippo IV il nuovo duca Ranuccio II a rivendergli le terre espropriate, ma fu costretto a indebitarsi fortemente, tanto da essere costretto nel 1666 a cedere tutti i feudi appenninici alla Camera ducale di Parma.
Nel 1707 il duca Francesco Farnese assegnò la contea di Berceto, comprendente il maniero in rovina di Roccaprebalza, ai marchesi Boscoli, che lo permutarono col castello di Ravarano. Nel 1736 subentrarono i conti Tarasconi Smeraldi, che ne mantennero il possesso fino all'abolizione dei diritti feudali decretata da Napoleone nel 1805. Della fortezza abbandonata, rimanevano già all'epoca solo alcune rovine.

## Descrizione
Dell'antico castello un tempo considerato inespugnabile, dotato di mastio e cisterna per l'acqua, sopravvivono soltanto alcuni ruderi delle mura in pietra, seminascosti tra le rocce ofiolitiche.
Alla base del ripido sperone sorge il borgo di Roccaprebalza, che, secondo la tradizione, era originariamente collegato attraverso alcuni cunicoli al maniero sovrastante. Si conserva ancora la cortina di edifici in pietra sviluppati attorno al rivellino d'accesso all'area fortificata, che si distingue per la presenza dell'arcata d'ingresso a tutto sesto in conci di arenaria.